# Stictoptera ferrifera
Stictoptera ferrifera är en fjärilsart som beskrevs av Walker 1864. Stictoptera ferrifera ingår i släktet Stictoptera och familjen nattflyn. Inga underarter finns listade i Catalogue of Life.